# Distretto di Naâma
Il distretto di Naâma è un distretto della provincia di Naâma, in Algeria, con capoluogo Naâma.

## Comuni
Il distretto di Naâma comprende 1 comune:
- Naâma